# 卞氏龍屬
卞氏龍屬（意為「卞氏的蜥蜴」，指發現化石的美籍華裔古生物學家卞美年）是早侏羅紀恐龍的一屬，化石發現於中國雲南省的下祿豐組。

## 發現及物種
卞氏龍是由董枝明於2001年所敘述、命名，模式種是祿豐卞氏龍（B. lufegensis），化石是一個右下頜及牙齒。其他已知的化石包括有一個接近完整的右下頜，與相連的牙齒，以及幾塊頭顱骨碎片。卞氏龍被認為是腿龍的近親。

## 外部連結
- Bienosaurus （页面存档备份，存于） at DinoData
- Thescelosaurus! on Bienosaurus.
- Fact sheet, in German